# Wiggler (synchrotron)

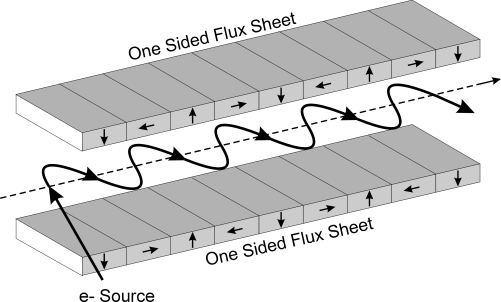
Schéma de principe d'un réseau de Halbach dans un laser à électrons libres montrant l'orientation des aimants.

Un wiggler (en français, tortilleur) est un dispositif d'insertion dans un synchrotron. Il s’agit d’une série d’aimants conçus pour dévier latéralement périodiquement un faisceau de particules chargées (toujours des électrons ou des positrons) à l’intérieur de l'anneau de stockage d’un synchrotron. Ces déviations créent un changement d’accélération qui à son tour produit l’émission d’un large rayonnement synchrotron tangent à la courbe, un peu comme celui d’un aimant de courbure, mais l’intensité est plus élevée en raison de la contribution de nombreux dipôles magnétiques dans le wiggler. De plus, lorsque la longueur d’onde (λ) diminue, la fréquence (ƒ) augmente. Cette augmentation de fréquence est directement proportionnelle à l’énergie, par conséquent, le wiggler crée une longueur d’onde de lumière avec une énergie plus grande.
Un wiggler a un spectre de rayonnement plus large qu’un ondulateur.
Généralement, les aimants d’un wiggler sont disposés selon un réseau de Halbach. La conception présentée ci-dessus est généralement connue sous le nom de wiggler de Halbach.

## Histoire
La première suggestion d’un aimant wiggler pour produire un rayonnement synchrotron a été faite par K. W. Robinson dans un rapport non publié à l’accélérateur d’électrons de Cambridge (Cambridge Electron Accelerator, CEA) de l'université Harvard en 1956. Le CEA a construit le premier wiggler en 1966, non pas comme source de rayonnement synchrotron, mais pour fournir un amortissement supplémentaire des oscillations bêtatron et synchrotron, afin de créer un système de stockage du faisceau. En 1979, un aimant wiggler a été utilisé pour la première fois comme source de rayonnement synchrotron à la Stanford Synchrotron Radiation Lightsource (SSRL).